# バンク・オブ・アメリカ
バンク・オブ・アメリカ（英語: Bank of America Corporation）は、アメリカ合衆国ノースカロライナ州のシャーロット市に本社を置く銀行である。バンカメリカやバンカメの略称で呼ばれることもあり、英語の略称はBofAである。ニューヨーク証券取引所上場企業（NYSE: BAC）。なお、名称から「アメリカの中央銀行」と間違えられるが、中央銀行ではない。日本法人としてホールセール専門の証券会社（投資銀行）であるBofA証券（旧メリルリンチ日本証券）を展開している。

## 概説
1998年、ネーションズバンク（NationsBank）がバンクアメリカ（BankAmerica）を吸収合併した（バンク・オブ・アメリカ・コーポレーション）。このとき財務情報が新株主に正しく伝えられなかったので、2002年に和解金5億ドルを支払うことになった。
2004年、連邦預金保険公社に国内預金市場占有率を5130億ドルと評価された。さらに、マサチューセッツ州ボストン市を拠点としたフリートボストン（FleetBoston）を470億ドルで買収した。
世界金融危機で不良資産救済プログラム（Troubled Asset Relief Program）の対象となり、優先株250万ドルを発行した。ユーロ危機後に収益が悪化、大規模な事業売却をくりかえしている。バンカメ証券（Banc of America Securities）はシティグループの戦略に従って設立され、シティグループのようにユーロ債を取引している。なお、他のメガバンク同様、バンク・オブ・アメリカも十分に機関化されている。
日本における事務所は「バンク・オブ・アメリカ・エヌ・エイ東京支店」として 東京都中央区日本橋1-4-1 日本橋一丁目ビルディングにある。

## 歴史
- 1998年 - ネーションズバンク（NationsBank）が親会社バンクアメリカ（BankAmerica）を吸収合併し、合併後の名称をバンク・オブ・アメリカ・コーポレーションとした[3]。この際、バンク・オブ・アメリカNT&SAがその名称をバンク・オブ・アメリカ・エヌ・エイに変更[注釈 3]。これは当時、歴史上最大の銀行間取引であった。2つの巨大な会社の規模にも関わらず、連邦取締人はニューメキシコの13支店の剥奪のみ主張しただけであった[注釈 4]。
- 2001年、バンク・オブ・アメリカのCEOであり社長でもあるヒュー・マックコール（Hugh McColl）が辞職し、ケネス・ルイス（Ken Lewis）を彼の後継者として指名した。
- 2003年9月3日、ミューチュアル・ファンドを利用した不正競争の疑いで捜査される。
- 2005年、バンクアメリカ副社長を1993年から務めていたジェームズ・ハンス（James H. Hance, Jr.）がカーライル・グループへ移籍した。バンク・オブ・アメリカは中国建設銀行に9％資本参加した[3]。
- 2007年、チャールズ・シュワブからUSトラスト（U.S. Trust）を買収、さらにABNアムロ銀行からラサール銀行（LaSalle Bank）も買収した[3]。
- 2008年9月15日、アメリカ合衆国第3位の投資銀行であるメリルリンチ（総資産1兆0200億ドル。2007年12月現在）を1株29ドル、総額500億ドルで買収することを発表[3][注釈 5]。
- 2009年1月1日、メリルリンチをグループ傘下におさめ、アメリカ最大の民間金融機関となった[3]。
- 2010年、自治体や学校・病院を詐欺した容疑で連邦政府から賠償訴訟を提起された。
- 2013年、中国建設銀行の株式を全て売却した。
- 2014年、ハンティントン・バークシャー（Huntington Bancshares）へミシガン州の数十支店を売却した。
- 2015年2月、世界金融危機の引き金となったサブプライムローンの不動産証券の不正販売をめぐり、アメリカ合衆国司法省と166億5千万ドルの支払いで和解した[4]。

ネーションズバンクの歴史はリンク先に譲る。次節以下はバンク・オブ・アメリカの前身企業、バンクアメリカの歴史である。

## アマデオ・ジアニーニ
1904年、バンクアメリカはアマデオ・ジアニーニ（Amadeo Giannini）によって、バンク・オブ・イタリア（Bank of Italy）の商号で、労働者階級－特にサンフランシスコの北海岸に住むイタリア系移民のための銀行として、サンフランシスコに設立された。1906年のサンフランシスコ地震にも生き延び、翌日からは市街の再建ビジネスに融資を提供する最初の銀行となった。1907年恐慌ではソキエタ・バンカリア・イタリアーナ（Società Bancaria Italiana）を救済するため、頭取であったボナルド（Bonaldo Stringher）が米国債の利子を立替えて流動性を回復した。
1919年7月に連邦準備制度に加盟した。バンク・オブ・イタリアはクロッカー（Crocker National Bank）が小さく見えるほど拡大したが、連邦準備制度は会員銀行にそれ以上の支店設置を認めなかった。しかし会員銀行は貿易特権があった。本国イタリアは1925年にJPモルガンから10億ドルを借りた。会員銀行は勢いづいた。1927年、カリフォルニア州の金融当局が態度を軟化させて支店拡大を認めたのである。翌1928年に二つ目の持株会社トランスアメリカをつくった（Transamerica）。1929年、サンペドロのバンク・オブ・アメリカ・ロサンゼルスを買収した。さらに、二つ目の持株会社がブレア商会（Blair & Company）と合併した。ブレア社長のエリシャ・ウォーカー（Elisha Walker, October 8, 1879 - November 8, 1950）は、クーン・ローブのパートナーであった。ジアニーニは彼というウォール街通がほしかったのである。1930年、二つの持株会社が統合された（英: National Trust and Saving Association）。ジアニーニは引退して社長職をウォーカーに譲ったが、しかしウォーカーがトランスアメリカを解散して清算しようとしたので、それを聞きつけて1931年に再び社長となり、カリフォルニア州の株主を説得して主導権を回復した。それでも世界恐慌のダメージがジアニーニを連邦の金融政策から疎外していった。1937年、連邦準備制度がトランスアメリカとバンクアメリカ（旧バンク・オブ・イタリア）を強制分離しようとしたのである。バンクアメリカは第二次世界大戦で著しい成長を遂げた。

## 合理化と持株会社
戦後、バンクアメリカは情報革命に努めた。ジェネラル・エレクトリックやスタンフォード研究所(現・SRIインターナショナル)と提携し、業務の集中処理化、小切手の自動処理、口座番号、磁気インク文字認識（MICR）などを開発した。1954年クラーク・ベイズ（Clark Beise）が社長となっていたが、1963年までオートメーション化を進め職責を果した。彼はウォルト・ディズニー・プロダクションとフルハーフ（日本フルハーフの親会社）で重役をつとめ、SRIインターナショナルで顧問をしたこともあった。1956年、銀行持株会社法（Bank Holding Company Act）が制定されて、銀行業とそれ以外の兼業を禁じた。バンクアメリカは保険事業をトランスアメリカに譲渡。さらにカリフォルニア州外の銀行業務を、やはり新たに設立されたファースト・インターステート・バンコープ（1996年ウェルズ・ファーゴに吸収）に譲渡せざるを得なかった。1958年には、クレジットカード『バンカメリカード』が発明された。1960年アメリカ・ニューヨーク州にあるチェースマンハッタン銀行が、バンカメリカードと競争するため、Master Charge（現在のMasterCard1962年）を発明した。1968年、バンクアメリカおよびその子会社を所有する目的でバンクアメリカ・コーポレーションが設立された。1971年にトム・クラウセン（Alden W. Clausen）が社長となり、1981年に世界銀行へ移った。これは第三世界の対外債務がデフォルトしそうなので、国際交渉に参加しようということであった。なにせ、バンクアメリカは当時アグリビジネスに対する世界最大の貸し手であった。サム・アルマコスト（Sam Armacost）が社長職を引き継いだ。1983年、バンクアメリカはシアトルのシーファスト・コーポレーションと、その銀行業務の子会社であるシーシアトル・ファースト・ナショナル・バンクを買収し（Seafirst Bank）、カリフォルニア以外に経営を広げることを許された。同1983年、チャールズ・シュワブ（Charles Schwab Corporation）を買収した。このブローカーは翌年ノーロードのミューチュアル・ファンドを設定した。ジャンク債の隆盛期であった。そこへラテンアメリカなどがデフォルトし、バンクアメリカは1986-87年に巨大な損失を被った。クラウセンはチャールズ・シュワブとグループのイタリア子会社を売り払った。

## 証券業への進出
1987年のブラックマンデーから1992年までの5年間バンク・アメリカは1株当たり8ドルで取り引きされていた。事業整理が進んで1990年ごろ収益を回復し、機関投資家を資本参加させるにつれて株価は大きく反発した。国内外の拡大路線に回帰して、ミラノ支店を開いた。1991年、ヒューストンのヴィレッジ・グリーン・ナショナル・バンクと、そのミューチュアル・ファンド運用や租税回避を請け負っていたGNA証券を買収した。1992年、バンクアメリカはカリフォルニアでライバル社であったセキュリティ・パシフィック・コープと、カリフォルニアにある子会社のセキュリティ・パシフィック・ナショナル・バンク（Security Pacific Bank）を買収した。セキュリティ・パシフィックが1980年代後半に手に入れた広東銀行（Bank of Canton）も手に入れた。譲り受けた支店は、アリゾナ州、アイダホ州、オレゴン州やワシントン州にもあった。セキュリティ・パシフィックのワシントン子会社レイナー・バンク（Rainier Bancorp）は、連邦当局が売却させた。それ以降、バリー・バンク・オブ・ネバダを獲得することで、ネバダ州にまで経営を拡大させた。1993年、中国人民銀行の認可を得て広州市の代理店をフルサービスの支店に変えた。1994年、バンクアメリカはシカゴのコンチネンタル・イリノイ銀行を獲得した。バンク・オブ・アメリカは経営戦略を展開する店舗を設立するため、シカゴにその全国的な金融の部署を移動させた。1996年、ダヴィッド・コールター（David Coulter）が社長兼会長となった。バンクアメリカはノンバンクを自由化する、あるいはシャドー・バンキング・システムを拡張する規制緩和を望んだ。（グラム・リーチ・ブライリー法へ向かって）連邦法は緩和しだしたので、バンクアメリカは1997年にロバートソン・ステファン（Robertson Stephens）を買収することができた。翌1998年、バンクアメリカがネーションズバンクと合併した。ネーションズの子会社モントゴメリー証券（Montgomery Securities）は、ロバートソン・ステファンと協働することができなかった。ロバートソン・ステファンは1998年の間にバンクボストン（BankBoston）へ売られた。